# Lepanthes quadrata
Lepanthes quadrata är en orkidéart som beskrevs av William Fawcett och Alfred Barton Rendle. Lepanthes quadrata ingår i släktet Lepanthes och familjen orkidéer. Inga underarter finns listade i Catalogue of Life.